# Fouqueville
Fouqueville ist eine französische Gemeinde mit 443 Einwohnern (Stand: 1. Januar 2022) im Département Eure in der Region Normandie (vor 2016 Haute-Normandie). Die Gemeinde gehört zum Arrondissement Bernay und zum Kanton Grand Bourgtheroulde. Die Einwohner werden Fouquevillais genannt.

## Geografie
Fouqueville liegt in Nordfrankreich etwa 31 Kilometer südsüdwestlich von Rouen. Umgeben wird Fouqueville von den Nachbargemeinden Saint-Ouen-de-Pontcheuil und Le Bec-Thomas im Norden, La Harengère im Nordosten und Osten, Crestot im Südosten und Süden, Hectomare im Süden und Südwesten sowie Amfreville-Saint-Amand im Westen und Nordwesten. Zu Fouqueville gehört der Ortsteil Londemare.

## Bevölkerungsentwicklung
| Jahr                       | 1962 | 1968 | 1975 | 1982 | 1990 | 1999 | 2006 | 2019 |
| Einwohner                  | 209  | 199  | 283  | 413  | 433  | 424  | 409  | 448  |
| Quellen: Cassini und INSEE |      |      |      |      |      |      |      |      |

## Sehenswürdigkeiten

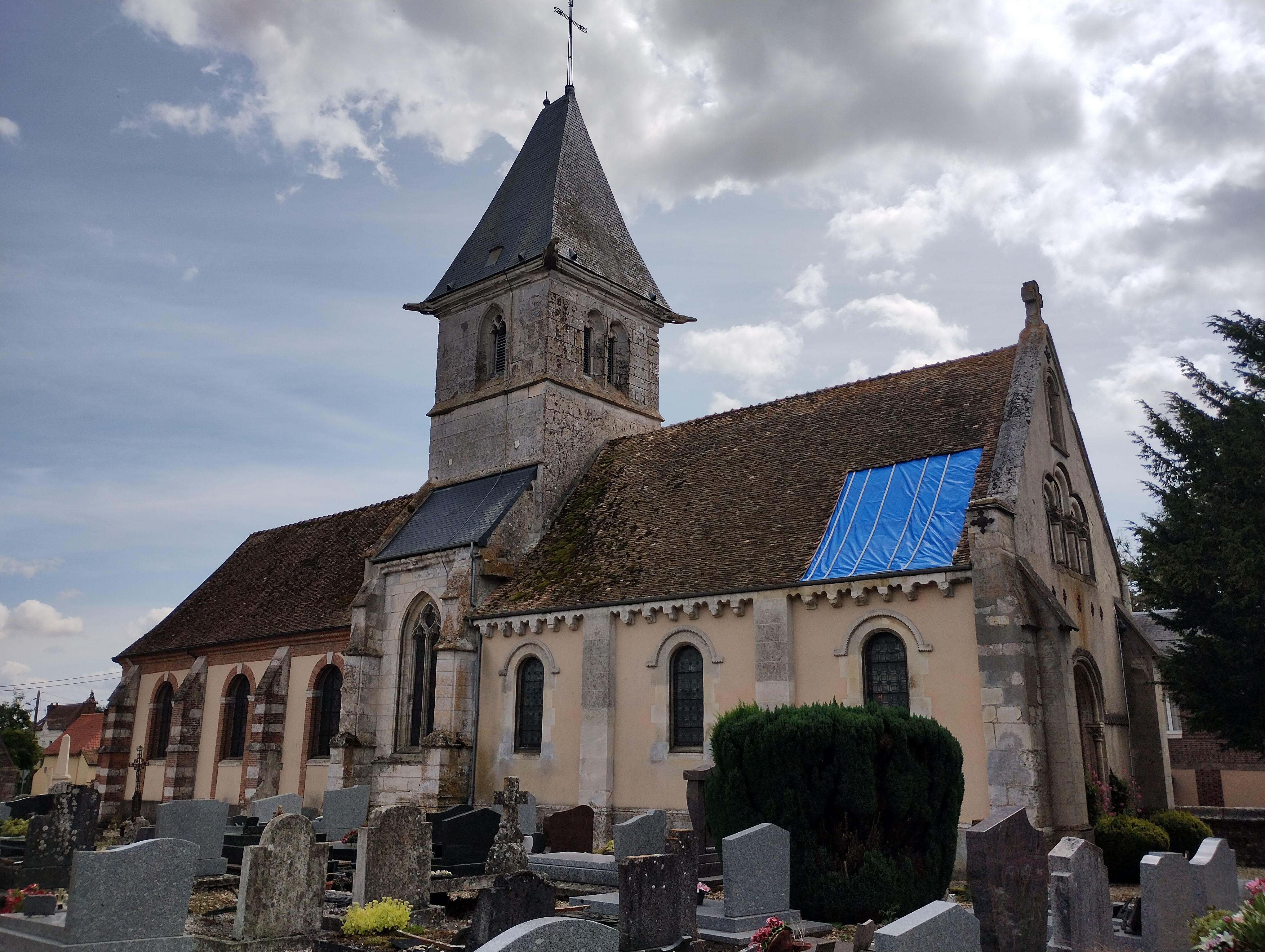
Notre-Dame de Fouqueville

- Kirche Notre-Dame